# Platja de sa Torreta
La platja de sa Torreta és una platja de la costa nord-est del municipi de Maó (Menorca). És una platja verge i el seu accés és exclusivament marítim o per a vianants. Està ubicada dins del territori protegit del Parc Natural de s'Albufera des Grau.